# Tithraustes albinigra
Tithraustes albinigra är en fjärilsart som beskrevs av W. Warren 1905. Tithraustes albinigra ingår i släktet Tithraustes och familjen tandspinnare. Inga underarter finns listade i Catalogue of Life.